# Lourdesgrot (Mariahout)

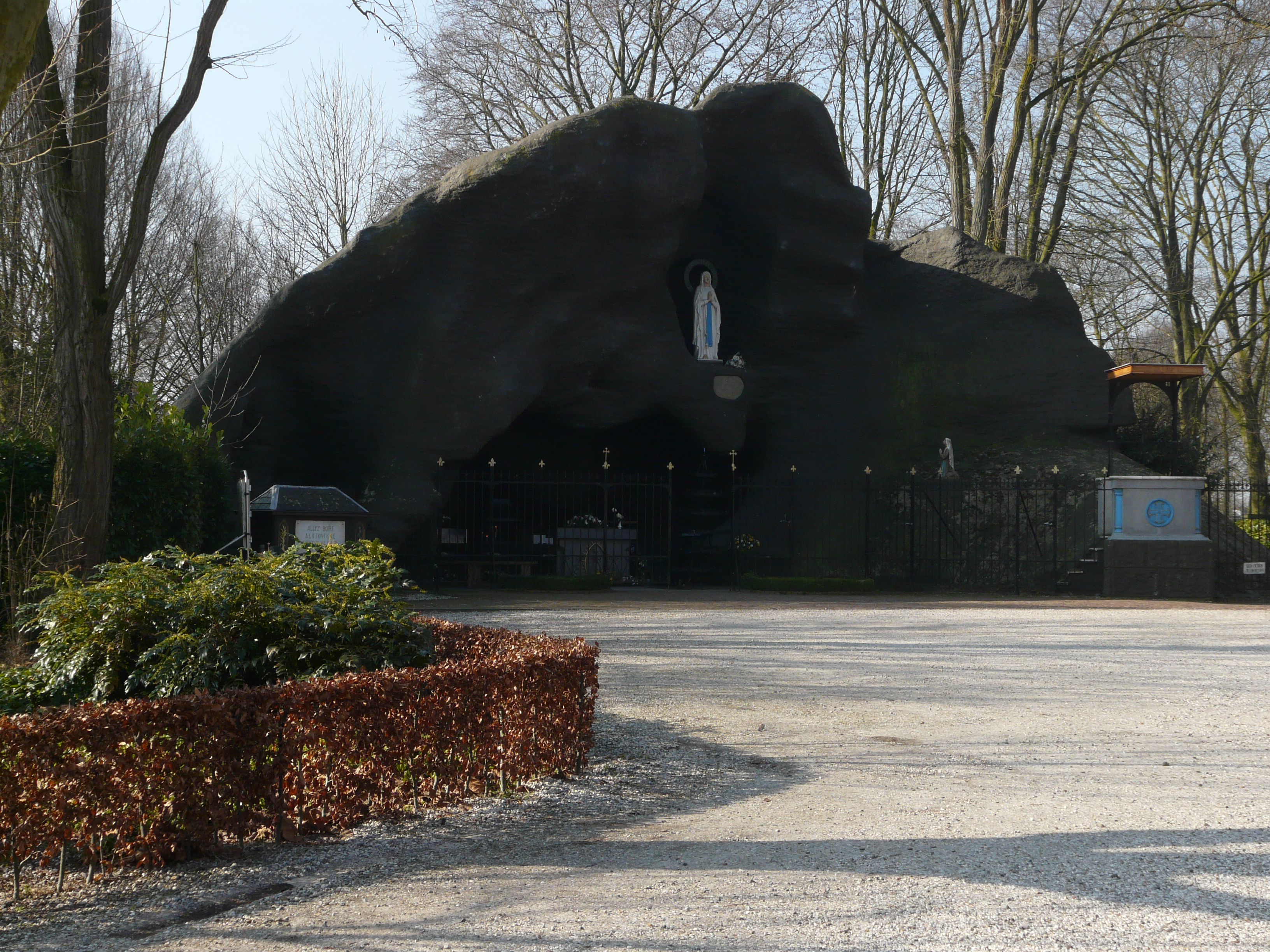
Lourdesgrot Mariahout

De Lourdesgrot van Mariahout is een zeer grote Lourdesgrot die zich bevindt links van het kerkplein te Mariahout in de Nederlandse gemeente Laarbeek in Noord-Brabant.

## Geschiedenis
Nadat in 1932 de parochie was opgericht, wilde Van Eijndhoven, de eerste pastoor, er een Lourdesgrot bijbouwen. De parochie was immers gewijd aan Onze-Lieve-Vrouw van Lourdes.
De grot, 10 meter hoog en 25 meter breed, was een getrouwe kopie van de Grot van Massabielle, zoals die in 1935 te Lourdes, in het zuidwesten van Frankrijk, bestond. In een nis, op 4 meter boven de grond, stond een levensgroot Mariabeeld, 180 cm hoog en vervaardigd uit Frans zandsteen. Ook andere zaken, zoals het fonteintje met de drie kraantjes en het opschrift: Allez boire à la Fontaine et vous y laver (Ga drinken en u wassen aan de bron), preekstoel, hekwerk en kaarsenstandaard zijn getrouwe kopieën van de in Lourdes aanwezige voorwerpen.
Vele pelgrims werden aangetrokken door deze Lourdesgrot, maar vanaf midden jaren '50 van de 20e eeuw verslapte de belangstelling. De gipsen grot bleek bovendien niet al te stevig gebouwd: een deel ervan stortte in 1960 in. Ondanks conserveringsmaatregelen in 1982 stortte in 1996 ook het resterende deel in. Het Mariabeeld bleef daarbij onbeschadigd.
Reeds in 1991 was in principe al tot herbouw besloten, maar de daaraan verbonden kosten maakten dit vooralsnog tot een niet haalbaar ideaal. Met behulp van vrijwilligers lukte het alsnog, in 1998 begon men met het herstel en in 1999 kon de hernieuwde grot worden ingewijd.
Deze grot nu was een kopie van de situatie in 1935. En hoewel in 1958 het hekwerk, de preekstoel, de fontein en het altaar in de 'echte' grot te Lourdes werden weggehaald, bleven ze in de Mariahoutse Lourdesgrot gehandhaafd, zodat deze nu een kopie is van de situatie uit 1935 van de grot van Massabielle.
In 1999 werd ook een steen uit de echte grot van Lourdes in de muur van de Mariahoutse grot geplaatst.
Achter de grot bevindt zich een processiepark, waarin zich ook enkele beelden bevinden die op Lourdes betrekking hebben, zoals een beeld van Bernadette en een Mariabeeld.
De devotie naar de Lourdesgrot is weer op gang gekomen: Er worden kaarsen gebrand en er worden intenties in het daartoe klaarliggende boek geschreven.
In 2001 werd besloten de kerk en het processiepark als rijksmonument te beschermen. Hoewel de Lourdesgrot een belangrijk onderdeel was van dit geheel, zijn de grot en de preekstoel niet op de monumentenlijst geplaatst omdat ze niet de oorspronkelijke zijn, maar in 1999 herbouwd zijn.